# Costa Rica (ort i Brasilien, Mato Grosso do Sul, Iguatemi)
Costa Rica är en ort i Brasilien.   Den ligger i kommunen Iguatemi och delstaten Mato Grosso do Sul, i den södra delen av landet, 1 100 km sydväst om huvudstaden Brasília. Costa Rica ligger 394 meter över havet och antalet invånare är 12 930.
Terrängen runt Costa Rica är platt. Det finns inga andra samhällen i närheten.
Trakten runt Costa Rica består i huvudsak av gräsmarker. Runt Costa Rica är det mycket glesbefolkat, med 5 invånare per kvadratkilometer.